# Franci Slak
Franci Slak (ur. 1 lutego 1953 w Kršku, zm. 27 października 2007 w Lublanie) – słoweński reżyser filmowy, teatralny, scenarzysta, pedagog i polityk.
Po ukończeniu szkoły podstawowej i gimnazjum w Koprze rozpoczął studia reżyserskie na Akademii Teatralnej, Radiowej, Filmowej i Telewizyjnej (AGRFT) w Lublanie, a następnie na PWSFTviT w Łodzi, gdzie uzyskał tytuł magistra w 1978 roku. Od 1980 do śmierci był wykładowcą AGRFT, a od 1996 kierował Wydziałem Filmowym akademii. Do jego najbardziej znaczących dzieł zalicza się filmy Butnskala (1985), Ko zaprem oči (pol. Gdy zamknę oczy, 1993) i Hudodelci (1987) i pięcioodcinkowy serial telewizyjny Prešeren.
Trzykrotnie otrzymał nagrodę im. Badjura (srebrną w 1981, złote w 1985 i 1987), będącą najwyższym słoweńskim wyróżnieniem w dziedzinie twórczości i kultury filmowej, i raz nagrodę Fundacji Prešeren – najważniejszą nagrodę kulturalną w Słowenii (1988). Jego film Gdy zamknę oczy był pierwszym słoweńskim kandydatem do Oscara.
Był scenarzystą 15 filmów fabularnych, reżyserem i producentem filmów eksperymentalnych, dokumentalnych i filmów telewizyjnych, wideo i produkcji multimedialnych oraz założycielem przedsiębiorstwa filmowego Bindweed Soundvision (1992).
Był również przewodniczącym rady programowej partii Aktywna Słowenia. W 2006 roku startował w wyborach na stanowisko burmistrza Lublany.

## Filmografia
- Venec (1979)
- Nabiralništvo (1980)
- Na domačiji (1982)
- Kras 88 (1982)
- Stanislaw Lem (1984)
- Portret Avgusta Černigoja (1986)
- Križišče (1998)
- Krizno obdobje (1981)
- Daily News (1981)
- Eva (1983)
- Butnskala (1985)
- Hudodelci (1987)
- Nasmehi (1987)
- Ko zaprem oči (1993)
- Pet majskih dni (1997)
- Križišče 2 (2000)
- Med nebom in zemljo (1997)
- Pesnikov portret z dvojnikom (2003)
- Ribolov (1981)
- Duh velikih jezer (1995)
- Rojstvo naroda (1992)
- Flosarji (2005)